# 강해승
강해승(姜海昇, 1896년 ~ 1958년)은 일제강점기의 관료이자, 미군정기와 대한민국 초기의 공무원이었다. 해방 직후의 첫 경기도 파주군수였다.
1920년 판임문관 시험에 합격하여 판임관견습, 광주군, 가평군, 용인군, 여주군청 등에서 근무하고 해방 직전 파주군수가 되었다. 부천군수로 재직 중 대한민국 정부 수립 이후에도 부천군수에 재임명되었다. 6.25 전쟁 직전에는 수원시장이었다가 인천 상륙 작전 직전 인천시장 임시 직무대행 서리 직을 잠시 수행하였다. 본관은 금천(衿川)으로, 경기도 시흥 출신. 일제 강점기 말기 창씨 개명 시절 이름은 이마가와 카이쇼(今川海昇)이다.

## 약력
경기도 시흥군 서면 노온사리(훗날의 광명시 학온동) 출신으로, 강하석의 아들로 태어났다.
경성제일고등보통학교를 졸업한 뒤 판임문관시험에 합격하여 1920년 경기도청 제1부 판임관견습이 되고, 1921년 경기도 광주군청 군속, 1926년 가평군청 군속, 1931년 용인군청 군속, 1938년~1940년 여주군청 군속이 되었다. 1940년 5월 창씨개명 당시 금천해승으로 개명하였다. 1940년 부천군수에 임명되었다.
1945년 8월 10일 경기도 파주군수에 임명되고 8월 15일 일본 패전 선언 이후에도 파주군수에 유임되었다. 1945년 10월 2일 경기도청 관방주사로 전임되었다가 1946년 9월 6일 부천군수 정재종이 경무국 경리과장으로 전임되자 부천군수로 부임하였다. 정부 수립 직후에도 부천군수에 유임되었다.
1949년 8월 26일 부천군수로 임명되었다가, 1950년 5월 13일 수원시장으로 부임, 1952년 5월 6일까지 재직하였다. 6.25 전쟁 중에도 수원시내의 각 세금 납세율이 91%를 달성시켰다. 또한 같은 날 그는 수원시내 음식업자는 11월 말일까지 영업세·소득세 등의 적극적인 징수 노력을 하는 동시에 악질체납자를 일소할 방침에 대하여 강력한 조치를 취할 것을 발표하였다.
1950년 9월 26일 인천상륙작전 직전에 임시 인천시장에 임명되어, 10월까지 재직하였다. 1952년 5월 6일 수원시장직에서 물러난 뒤 관직에서 은퇴했고 1955년 11월, 민주당 상임고문 직에 올랐지만 머지않아 1956년 1월에 민주당 탈당을 했다.
사후 시신은 고향인 광명시 학온동에 안장되었다.

## 기타
- 미 군정
- 인천상륙작전
- 지중세